# 6 uur van het Circuit of the Americas 2016
De 6 uur van het Circuit of the Americas 2016 was de zesde race van het FIA World Endurance Championship-seizoen 2016. De race werd verreden op 17 september 2016 op het Circuit of the Americas nabij Austin, Texas, Verenigde Staten.
De race werd gewonnen door de Porsche Team #1 van Timo Bernhard, Brendon Hartley en Mark Webber. De LMP1 privé-klasse werd gewonnen door de Rebellion Racing #13 van Alexandre Imperatori, Dominik Kraihamer en Mathéo Tuscher. De LMP2-klasse werd gewonnen door de Signatech Alpine #36 van Nicolas Lapierre, Gustavo Menezes en Stéphane Richelmi. De LMGTE Pro-klasse werd gewonnen door de Aston Martin Racing #95 van Marco Sørensen en Nicki Thiim. De LMGTE Am-klasse werd gewonnen door de Aston Martin Racing #98 van Paul Dalla Lana, Pedro Lamy en Mathias Lauda.

## Kwalificatie
Tijden vetgedrukt betekent de snelste tijd in die klasse.
| Pos. | Klasse     | No. | Team                      | Tijd     | Grid |
| ---- | ---------- | --- | ------------------------- | -------- | ---- |
| 1    | LMP1       | 7   | Audi Sport Team Joest     | 1:45.750 | 1    |
| 2    | LMP1       | 8   | Audi Sport Team Joest     | 1:45.983 | 2    |
| 3    | LMP1       | 1   | Porsche Team              | 1:46.560 | 3    |
| 4    | LMP1       | 6   | Toyota Gazoo Racing       | 1:47.218 | 4    |
| 5    | LMP1       | 2   | Porsche Team              | 1:47.331 | 5    |
| 6    | LMP1       | 5   | Toyota Gazoo Racing       | 1:48.584 | 6    |
| 7    | LMP1 privé | 13  | Rebellion Racing          | 1:53.646 | 7    |
| 8    | LMP1 privé | 4   | ByKolles Racing Team      | 1:54.577 | 8    |
| 9    | LMP2       | 36  | Signatech Alpine          | 1:55.892 | 9    |
| 10   | LMP2       | 44  | Manor                     | 1:56.873 | 10   |
| 11   | LMP2       | 43  | RGR Sport by Morand       | 1:57.367 | 11   |
| 12   | LMP2       | 42  | Strakka Racing            | 1:57.536 | 12   |
| 13   | LMP2       | 35  | Baxi DC Racing Alpine     | 1:58.060 | 13   |
| 14   | LMP2       | 37  | SMP Racing                | 1:58.379 | 14   |
| 15   | LMP2       | 31  | Extreme Speed Motorsports | 1:58.394 | 15   |
| 16   | LMP2       | 27  | SMP Racing                | 1:58.769 | 16   |
| 17   | LMP2       | 30  | Extreme Speed Motorsports | 2:00.631 | 17   |
| 18   | LMGTE Pro  | 95  | Aston Martin Racing       | 2:04.610 | 18   |
| 19   | LMGTE Pro  | 71  | AF Corse                  | 2:04.652 | 19   |
| 20   | LMGTE Pro  | 66  | Ford Chip Ganassi Team UK | 2:04.804 | 20   |
| 21   | LMGTE Pro  | 51  | AF Corse                  | 2:04.821 | 21   |
| 22   | LMGTE Pro  | 97  | Aston Martin Racing       | 2:04.889 | 22   |
| 23   | LMGTE Pro  | 67  | Ford Chip Ganassi Team UK | 2:05.057 | 23   |
| 24   | LMGTE Pro  | 77  | Dempsey-Proton Racing     | 2:06.060 | 24   |
| 25   | LMGTE Am   | 98  | Aston Martin Racing       | 2:07.683 | 25   |
| 26   | LMGTE Am   | 88  | Abu Dhabi-Proton Racing   | 2:08.295 | 26   |
| 27   | LMGTE Am   | 78  | KCMG                      | 2:08.816 | 27   |
| 28   | LMGTE Am   | 86  | Gulf Racing               | 2:09.119 | 28   |
| 29   | LMGTE Am   | 83  | AF Corse                  | 2:09.187 | 29   |
| 30   | LMGTE Am   | 50  | Larbre Compétition        | 2:09.190 | 30   |
| 31   | LMP2       | 26  | G-Drive Racing            | 1:57.208 | 31   |

## Uitslag
Winnaars in hun klasse zijn vetgedrukt; LMP1 is rood, LMP2 is blauw, LMGTE Pro is groen en LMGTE Am is oranje.
| Pos. | Klasse     | No. | Team                      | Coureurs                                               | Chassis                        | Banden | Ronden | Tijd/Reden  |
| Pos. | Klasse     | No. | Team                      | Coureurs                                               | Motor                          | Banden | Ronden | Tijd/Reden  |
| ---- | ---------- | --- | ------------------------- | ------------------------------------------------------ | ------------------------------ | ------ | ------ | ----------- |
| 1    | LMP1       | 1   | Porsche Team              | Timo Bernhard Brendon Hartley Mark Webber              | Porsche 919 Hybrid             | M      | 186    | 6:01:30.181 |
| 1    | LMP1       | 1   | Porsche Team              | Timo Bernhard Brendon Hartley Mark Webber              | Porsche 2.0 L Turbo V4         | M      | 186    | 6:01:30.181 |
| 2    | LMP1       | 8   | Audi Sport Team Joest     | Loïc Duval Lucas di Grassi Oliver Jarvis               | Audi R18                       | M      | 186    | +23.641     |
| 2    | LMP1       | 8   | Audi Sport Team Joest     | Loïc Duval Lucas di Grassi Oliver Jarvis               | Audi TDI 4.0 L Turbo Diesel V6 | M      | 186    | +23.641     |
| 3    | LMP1       | 6   | Toyota Gazoo Racing       | Mike Conway Kamui Kobayashi Stéphane Sarrazin          | Toyota TS050 Hybrid            | M      | 186    | +26.096     |
| 3    | LMP1       | 6   | Toyota Gazoo Racing       | Mike Conway Kamui Kobayashi Stéphane Sarrazin          | Toyota 2.4 L Turbo V6          | M      | 186    | +26.096     |
| 4    | LMP1       | 2   | Porsche Team              | Romain Dumas Neel Jani Marc Lieb                       | Porsche 919 Hybrid             | M      | 185    | +1 ronde    |
| 4    | LMP1       | 2   | Porsche Team              | Romain Dumas Neel Jani Marc Lieb                       | Porsche 2.0 L Turbo V4         | M      | 185    | +1 ronde    |
| 5    | LMP1       | 5   | Toyota Gazoo Racing       | Sébastien Buemi Anthony Davidson Kazuki Nakajima       | Toyota TS050 Hybrid            | M      | 184    | +2 ronden   |
| 5    | LMP1       | 5   | Toyota Gazoo Racing       | Sébastien Buemi Anthony Davidson Kazuki Nakajima       | Toyota 2.4 L Turbo V6          | M      | 184    | +2 ronden   |
| 6    | LMP1       | 7   | Audi Sport Team Joest     | Marcel Fässler André Lotterer Benoît Tréluyer          | Audi R18                       | M      | 180    | +6 ronden   |
| 6    | LMP1       | 7   | Audi Sport Team Joest     | Marcel Fässler André Lotterer Benoît Tréluyer          | Audi TDI 4.0 L Turbo Diesel V6 | M      | 180    | +6 ronden   |
| 7    | LMP1 privé | 13  | Rebellion Racing          | Alexandre Imperatori Dominik Kraihamer Mathéo Tuscher  | Rebellion R-One                | D      | 174    | +12 ronden  |
| 7    | LMP1 privé | 13  | Rebellion Racing          | Alexandre Imperatori Dominik Kraihamer Mathéo Tuscher  | AER P60 2.4 L Turbo V6         | D      | 174    | +12 ronden  |
| 8    | LMP2       | 36  | Signatech Alpine          | Nicolas Lapierre Gustavo Menezes Stéphane Richelmi     | Alpine A460                    | D      | 172    | +14 ronden  |
| 8    | LMP2       | 36  | Signatech Alpine          | Nicolas Lapierre Gustavo Menezes Stéphane Richelmi     | Nissan VK45DE 4.5 L V8         | D      | 172    | +14 ronden  |
| 9    | LMP2       | 43  | RGR Sport by Morand       | Filipe Albuquerque Ricardo González Bruno Senna        | Ligier JS P2                   | D      | 171    | +15 ronden  |
| 9    | LMP2       | 43  | RGR Sport by Morand       | Filipe Albuquerque Ricardo González Bruno Senna        | Nissan VK45DE 4.5 L V8         | D      | 171    | +15 ronden  |
| 10   | LMP2       | 26  | G-Drive Racing            | Alex Brundle René Rast Roman Roesinov                  | Oreca 05                       | D      | 171    | +15 ronden  |
| 10   | LMP2       | 26  | G-Drive Racing            | Alex Brundle René Rast Roman Roesinov                  | Nissan VK45DE 4.5 L V8         | D      | 171    | +15 ronden  |
| 11   | LMP1 privé | 4   | ByKolles Racing Team      | Simon Trummer Oliver Webb                              | CLM P1/01                      | D      | 170    | +16 ronden  |
| 11   | LMP1 privé | 4   | ByKolles Racing Team      | Simon Trummer Oliver Webb                              | AER P60 2.4 L Turbo V6         | D      | 170    | +16 ronden  |
| 12   | LMP2       | 27  | SMP Racing                | Maurizio Mediani Nicolas Minassian                     | BR Engineering BR01            | D      | 168    | +18 ronden  |
| 12   | LMP2       | 27  | SMP Racing                | Maurizio Mediani Nicolas Minassian                     | Nissan VK45DE 4.5 L V8         | D      | 168    | +18 ronden  |
| 13   | LMP2       | 31  | Extreme Speed Motorsports | Chris Cumming Ryan Dalziel Pipo Derani                 | Ligier JS P2                   | M      | 168    | +18 ronden  |
| 13   | LMP2       | 31  | Extreme Speed Motorsports | Chris Cumming Ryan Dalziel Pipo Derani                 | Nissan VK45DE 4.5 L V8         | M      | 168    | +18 ronden  |
| 14   | LMP2       | 37  | SMP Racing                | Kirill Ladygin Vitali Petrov Viktor Shaytar            | BR Engineering BR01            | D      | 167    | +19 ronden  |
| 14   | LMP2       | 37  | SMP Racing                | Kirill Ladygin Vitali Petrov Viktor Shaytar            | Nissan VK45DE 4.5 L V8         | D      | 167    | +19 ronden  |
| 15   | LMP2       | 30  | Extreme Speed Motorsports | Ed Brown Johannes van Overbeek Scott Sharp             | Ligier JS P2                   | M      | 166    | +20 ronden  |
| 15   | LMP2       | 30  | Extreme Speed Motorsports | Ed Brown Johannes van Overbeek Scott Sharp             | Nissan VK45DE 4.5 L V8         | M      | 166    | +20 ronden  |
| 16   | LMGTE Pro  | 95  | Aston Martin Racing       | Marco Sørensen Nicki Thiim                             | Aston Martin Vantage GTE       | D      | 163    | +23 ronden  |
| 16   | LMGTE Pro  | 95  | Aston Martin Racing       | Marco Sørensen Nicki Thiim                             | Aston Martin 4.5 L Turbo V8    | D      | 163    | +23 ronden  |
| 17   | LMGTE Pro  | 51  | AF Corse                  | Gianmaria Bruni James Calado                           | Ferrari 488 GTE                | M      | 163    | +23 ronden  |
| 17   | LMGTE Pro  | 51  | AF Corse                  | Gianmaria Bruni James Calado                           | Ferrari F154CB 4.0 L Turbo V8  | M      | 163    | +23 ronden  |
| 18   | LMGTE Pro  | 71  | AF Corse                  | Sam Bird Davide Rigon                                  | Ferrari 488 GTE                | M      | 162    | +24 ronden  |
| 18   | LMGTE Pro  | 71  | AF Corse                  | Sam Bird Davide Rigon                                  | Ferrari F154CB 3.9 L Turbo V8  | M      | 162    | +24 ronden  |
| 19   | LMGTE Pro  | 67  | Ford Chip Ganassi Team UK | Marino Franchitti Andy Priaulx Harry Tincknell         | Ford GT                        | M      | 162    | +24 ronden  |
| 19   | LMGTE Pro  | 67  | Ford Chip Ganassi Team UK | Marino Franchitti Andy Priaulx Harry Tincknell         | Ford EcoBoost 3.5 L Turbo V6   | M      | 162    | +24 ronden  |
| 20   | LMGTE Pro  | 97  | Aston Martin Racing       | Fernando Rees Darren Turner                            | Aston Martin Vantage GTE       | D      | 162    | +24 ronden  |
| 20   | LMGTE Pro  | 97  | Aston Martin Racing       | Fernando Rees Darren Turner                            | Aston Martin 4.5 L Turbo V8    | D      | 162    | +24 ronden  |
| 21   | LMGTE Pro  | 77  | Dempsey-Proton Racing     | Michael Christensen Richard Lietz                      | Porsche 911 RSR                | M      | 161    | +25 ronden  |
| 21   | LMGTE Pro  | 77  | Dempsey-Proton Racing     | Michael Christensen Richard Lietz                      | Porsche 4.0 L Flat-6           | M      | 161    | +25 ronden  |
| 22   | LMGTE Am   | 98  | Aston Martin Racing       | Paul Dalla Lana Pedro Lamy Mathias Lauda               | Aston Martin Vantage GTE       | M      | 158    | +28 ronden  |
| 22   | LMGTE Am   | 98  | Aston Martin Racing       | Paul Dalla Lana Pedro Lamy Mathias Lauda               | Aston Martin 4.5 L V8          | M      | 158    | +28 ronden  |
| 23   | LMGTE Am   | 78  | KCMG                      | Joël Camathias Wolf Henzler Christian Ried             | Porsche 911 RSR                | M      | 158    | +28 ronden  |
| 23   | LMGTE Am   | 78  | KCMG                      | Joël Camathias Wolf Henzler Christian Ried             | Porsche 4.0 L Flat-6           | M      | 158    | +28 ronden  |
| 24   | LMGTE Am   | 50  | Larbre Compétition        | Pierre Ragues Ricky Taylor Lars Viljoen                | Chevrolet Corvette C7.R        | M      | 157    | +29 ronden  |
| 24   | LMGTE Am   | 50  | Larbre Compétition        | Pierre Ragues Ricky Taylor Lars Viljoen                | Chevrolet LT5.5 5.5 L V8       | M      | 157    | +29 ronden  |
| 25   | LMGTE Am   | 86  | Gulf Racing               | Ben Barker Adam Carroll Michael Wainwright             | Porsche 911 RSR                | M      | 153    | +33 ronden  |
| 25   | LMGTE Am   | 86  | Gulf Racing               | Ben Barker Adam Carroll Michael Wainwright             | Porsche 4.0 L Flat-6           | M      | 153    | +33 ronden  |
| 26   | LMP2       | 35  | Baxi DC Racing Alpine     | David Cheng Nelson Panciatici Ho-Pin Tung              | Alpine A460                    | D      | 153    | +33 ronden  |
| 26   | LMP2       | 35  | Baxi DC Racing Alpine     | David Cheng Nelson Panciatici Ho-Pin Tung              | Nissan VK45DE 4.5 L V8         | D      | 153    | +33 ronden  |
| 27   | LMGTE Am   | 88  | Abu Dhabi-Proton Racing   | Kévin Estre David Heinemeier Hansson Khaled Al Qubaisi | Porsche 911 RSR                | M      | 153    | +33 ronden  |
| 27   | LMGTE Am   | 88  | Abu Dhabi-Proton Racing   | Kévin Estre David Heinemeier Hansson Khaled Al Qubaisi | Porsche 4.0 L Flat-6           | M      | 153    | +33 ronden  |
| 28   | LMGTE Am   | 83  | AF Corse                  | Rui Águas Emmanuel Collard François Perrodo            | Ferrari 458 Italia GT2         | M      | 147    | +39 ronden  |
| 28   | LMGTE Am   | 83  | AF Corse                  | Rui Águas Emmanuel Collard François Perrodo            | Ferrari 4.5 L V8               | M      | 147    | +39 ronden  |
| 29   | LMGTE Pro  | 66  | Ford Chip Ganassi Team UK | Stefan Mücke Olivier Pla                               | Ford GT                        | M      | 144    | +42 ronden  |
| 29   | LMGTE Pro  | 66  | Ford Chip Ganassi Team UK | Stefan Mücke Olivier Pla                               | Ford EcoBoost 3.5 L Turbo V6   | M      | 144    | +42 ronden  |
| DNF  | LMP2       | 44  | Manor                     | Richard Bradley Roberto Merhi Matt Rao                 | Oreca 05                       | D      | 157    | Uitgevallen |
| DNF  | LMP2       | 44  | Manor                     | Richard Bradley Roberto Merhi Matt Rao                 | Nissan VK45DE 4.5 L V8         | D      | 157    | Uitgevallen |
| DNF  | LMP2       | 42  | Strakka Racing            | Jonny Kane Nick Leventis Lewis Williamson              | Gibson 015S                    | D      | 58     | Uitgevallen |
| DNF  | LMP2       | 42  | Strakka Racing            | Jonny Kane Nick Leventis Lewis Williamson              | Nissan VK45DE 4.5 L V8         | D      | 58     | Uitgevallen |

## Tussenstanden na wedstrijd
LMP (coureurs)
| Pos | Coureur                                       | Punten |
| --- | --------------------------------------------- | ------ |
| 1   | Romain Dumas Neel Jani Marc Lieb              | 130    |
| 2   | Loïc Duval Lucas di Grassi Oliver Jarvis      | 92,5   |
| 3   | Mike Conway Kamui Kobayashi Stéphane Sarrazin | 92     |
| 4   | Timo Bernhard Brendon Hartley Mark Webber     | 78,5   |
| 5   | Marcel Fässler André Lotterer                 | 78     |

LMP1 (constructeurs)
| Pos | Team    | Punten |
| --- | ------- | ------ |
| 1   | Porsche | 238    |
| 2   | Audi    | 185    |
| 3   | Toyota  | 137    |

GTE (coureurs)
| Pos | Coureur                      | Punten |
| --- | ---------------------------- | ------ |
| 1   | Marco Sørensen Nicki Thiim   | 109    |
| 2   | Sam Bird Davide Rigon        | 97     |
| 3   | Darren Turner                | 96     |
| 4   | Gianmaria Bruni James Calado | 80     |
| 5   | Richie Stanaway              | 80     |

GTE (constructeurs)
| Pos | Constructeur | Punten |
| --- | ------------ | ------ |
| 1   | Aston Martin | 215    |
| 2   | Ferrari      | 209    |
| 3   | Ford         | 133,5  |
| 4   | Porsche      | 96     |

GT Pro (teams)
| Pos | Nr | Team                      | Punten |
| --- | -- | ------------------------- | ------ |
| 1   | 95 | Aston Martin Racing       | 109    |
| 2   | 71 | AF Corse                  | 97     |
| 3   | 97 | Aston Martin Racing       | 90     |
| 4   | 66 | Ford Chip Ganassi Team UK | 84     |
| 5   | 51 | AF Corse                  | 80     |

LMP1 privé (coureurs)
| Pos | Coureur                                               | Punten |
| --- | ----------------------------------------------------- | ------ |
| 1   | Alexandre Imperatori Dominik Kraihamer Mathéo Tuscher | 125    |
| 2   | Nick Heidfeld Nicolas Prost                           | 104    |
| 3   | Nelson Piquet jr.                                     | 86     |
| 4   | Simon Trummer Oliver Webb                             | 66     |
| 5   | James Rossiter                                        | 30     |

LMP1 privé (teams)
| Pos | Nr | Team                 | Punten |
| --- | -- | -------------------- | ------ |
| 1   | 13 | Rebellion Racing     | 125    |
| 2   | 12 | Rebellion Racing     | 104    |
| 3   | 4  | ByKolles Racing Team | 66     |

LMP2 (coureurs)
| Pos | Coureur                                            | Punten |
| --- | -------------------------------------------------- | ------ |
| 1   | Nicolas Lapierre Gustavo Menezes Stéphane Richelmi | 156    |
| 2   | Filipe Albuquerque Ricardo González Bruno Senna    | 115    |
| 3   | René Rast Roman Roesinov                           | 86     |
| 4   | Chris Cumming Ryan Dalziel Pipo Derani             | 84     |
| 5   | Jonny Kane Nick Leventis                           | 58     |

LMP2 (teams)
| Pos | Nr | Team                      | Punten |
| --- | -- | ------------------------- | ------ |
| 1   | 36 | Signatech Alpine          | 156    |
| 2   | 43 | RGR Sport by Morand       | 118    |
| 3   | 26 | G-Drive Racing            | 88     |
| 4   | 31 | Extreme Speed Motorsports | 84     |
| 5   | 37 | SMP Racing                | 58     |

GTE Am (coureurs)
| Pos | Coureur                                     | Punten |
| --- | ------------------------------------------- | ------ |
| 1   | Rui Águas Emmanuel Collard François Perrodo | 137    |
| 2   | David Heinemeier Hansson Khaled Al Qubaisi  | 104    |
| 3   | Paul Dalla Lana Pedro Lamy Mathias Lauda    | 96     |
| 4   | Patrick Long                                | 83     |
| 5   | Pierre Ragues                               | 80     |

GTE Am (teams)
| Pos | Nr | Team                    | Punten |
| --- | -- | ----------------------- | ------ |
| 1   | 83 | AF Corse                | 137    |
| 2   | 88 | Abu Dhabi-Proton Racing | 104    |
| 3   | 98 | Aston Martin Racing     | 96     |
| 4   | 50 | Larbre Compétition      | 84     |
| 5   | 78 | KCMG                    | 77     |